# That’s So True
That’s So True (englisch für „Das ist so wahr“) ist ein Lied der US-amerikanischen Singer-Songwriterin Gracie Abrams, das im Oktober 2024 erschien.

## Entstehung und Veröffentlichung
Das Lied wurde von der Interpretin selbst, zusammen mit der Koautorin Audrey Hobert, geschrieben. Abrams zeichnete zudem, zusammen mit Julian Bunetta und Aaron Dessner, für die Produktion verantwortlich.
Die Erstveröffentlichung von That’s So True erfolgte am 18. Oktober 2024 bei Interscope Records, als Teil der Deluxe Edition von Abrams’ zweiten Studioalbum The Secret of Us (Katalognummer: 24UM1IM07082). Am 6. November 2024 erschien das Lied als erste Singleauskopplung aus der Deluxe Edition sowie als insgesamt vierte Single aus dem Album. Diese erschien in verschiedenen Ausführungen, unter anderem als digitale 2-Track-Single mit einer Liveversion aus der Radio City Music Hall als B-Seite (Katalognummer: 24UM1IM25220). Am 7. Februar 2025 erschien diese Ausführung zudem eine physische 7″-Single (Katalognummer: 0602475700104).
Um das Lied zu bewerben, erschien unter anderem ein Lyrikvideo auf der Videoplattform YouTube.

## Kommerzieller Erfolg

### Chartplatzierungen
| ChartsChartplatzierungen       | Höchstplatzierung | Wochen |
| ------------------------------ | ----------------- | ------ |
| Deutschland (GfK)              | 2 (… Wo.)         | …      |
| Österreich (Ö3)                | 2 (… Wo.)         | …      |
| Schweiz (IFPI)                 | 2 (… Wo.)         | …      |
| Vereinigte Staaten (Billboard) | 6 (38 Wo.)        | 38     |
| Vereinigtes Königreich (OCC)   | 1 (… Wo.)         | …      |

### Auszeichnungen für Musikverkäufe
| Land/Region                  | Auszeichnungen für Musikverkäufe (Land/Region, Auszeichnung, Verkäufe) | Verkäufe  |
| ---------------------------- | ---------------------------------------------------------------------- | --------- |
| Australien (ARIA)            | 5× Platin                                                              | 350.000   |
| Belgien (BRMA)               | 2× Platin                                                              | 80.000    |
| Brasilien (PMB)              | 3× Platin                                                              | 120.000   |
| Dänemark (IFPI)              | Platin                                                                 | 90.000    |
| Deutschland (BVMI)           | Gold                                                                   | 300.000   |
| Frankreich (SNEP)            | Platin                                                                 | 200.000   |
| Griechenland (IFPI)          | Platin                                                                 | 20.000    |
| Italien (FIMI)               | Gold                                                                   | 100.000   |
| Kanada (MC)                  | 6× Platin                                                              | 480.000   |
| Neuseeland (RMNZ)            | 2× Platin                                                              | 60.000    |
| Österreich (IFPI)            | Gold                                                                   | 15.000    |
| Polen (ZPAV)                 | Gold                                                                   | 25.000    |
| Portugal (AFP)               | 3× Platin                                                              | 30.000    |
| Schweiz (IFPI)               | Platin                                                                 | 30.000    |
| Spanien (Promusicae)         | Platin                                                                 | 60.000    |
| Vereinigtes Königreich (BPI) | 2× Platin                                                              | 1.200.000 |
| Zentralamerika (CFC)         | Gold                                                                   | 35.000    |
| Insgesamt                    | 5× Gold · 28× Platin ·                                                 | 3.195.000 |